# Триазоли
Тріазо́ли — п'ятичленні гетероциклічні сполуки, що містять три атоми Нітрогену та два атоми Карбону у циклі. 
Брутто-формула C2H3N3, молекулярна маса 69,06.

## Ізомерія
Існує 2 ізомерних тріазоли:
1,2,3-тріазол (віцинальний, озотріазол)
1,2,4-тріазол (симетричний, піродіазол)

## Отримання

### Отримання 1,2,3-тріазолів
1. При взаємодії відповідних азидів з ацетиленами або ацетиленідами металів або реактивами Гріньяра при нагріванні
2. При відповідних азидів з сполуками, що містять активовану метиленову групу
3. Реакція діазоалканів з активованими нітрилами

### Отримання 1,2,4-тріазолів
1,2,4-тріазоли одержують внутрішньомолекулярною циклізація ацильованих семікарбазидів, тіосемікарбазидів або аміногуанідинів у лужному середовищі. У деяких випадках замикання кілець відбувається при дії високої температури. Наприклад, при взаємодії діацилгідразинів з амінами в присутності дегідратуючих агентів або при нагріванні

## Хімічні властивості
Тріазоли стійкі до електрофільного заміщення, мають слабкі кислотні властивості. Для них найбільш характерні реакції алкілування та ацилування.

## Застосування
Серед похідних тріазолів знайдено стабілізатори емульсій, відбілювачі, каталізатори біосинтезу. Ряд похідних має біологічну активність: на їх основі створено антибактеріальні, нейролептичні, спазмолітичні фармакологічні препарати.
Сполуки з тріазольним циклом у складі гетероциклічної системи тріазолоазепіну є ефективними інгібіторами кислотної корозії сталі,  біоцидами по відношенню до корозійно агресивних бактерій роду Desulfovibrio, інгібіторами мікробної корозії індукованої сульфатвідновлювальними бактеріями..